# Carlos Carbonero
Carlos Mario Carbonero Mancilla (Bogotá, 25 de julho de 1990) é um futebolista colombiano que atua como atacante. Atualmente está na Sampdoria.

## Carreira
Carbono profissionalizou-se no modesto Academia.

## Títulos
Arsenal de Sarandí
- Campeonato Argentino (Clausura): 2011-12
- Supercopa Argentina: 2012

River Plate
- Campeonato Argentino (Torneo Final): 2013-14
- Superfinal Argentina: 2014